# Megami ibunroku Persona
A Revelations: Persona Japánban Megami Ibunroku Persona (女神異聞録ペルソナ; Hepburn: Megami Ibunroku Perusona) a Persona videójáték RPG sorozatának első tagja PlayStationre. A játékot Japánban és Észak-Amerikában kiadták PlayStatioren, majd később Microsoft Windowsra is Japánban. A játék főhősei japán középiskolások.
Shin Megami Tensei: Persona Japánban Persona (ペルソナ; Hepburn: Perusona) az eredeti játék remakeje PlayStation Portable-re. Japánban 2009. április 29-én, Észak-Amerikában pedig 2009. szeptember 22-én adták ki UMD-n, majd 2009. október 1-jén vált letölthetővé a PlayStation Store-on. A remakeben újradolgozott kezelőfelület, új átvezető mozik, több nehézségi szint és Meguro Sódzsi által komponált zenék is helyet kaptak.

## Játékmenet

### A játék felépítése
A térképen felül nézetben lehet látni a pályát, a házakban (ellentétben a többi Persona játékkal) belső nézetben lehet közlekedni de ha a játékos bemegy egy szobába akkor a kamera izometrikus nézetből követi az eseményeket.
A körökre osztott harcok is izometrikus nézetben zajlanak. Minden szereplő egy mezőt foglal el a harcok alatt.
Minden szereplőnek három Personája lehet. Minden Personának megvannak a maga képességei. A Personákat kombinálni is lehet így létrehozva erősebbeket. A Personák kombinálásához Spell Cardokra (Varázs Kártya) van szüksége amiket a démonokkal való beszélgetéssel lehet szerezni.
A képernyőn mindig látható a Hold állása. Teliholdkor a démonok erősebbek lesznek.

### Különbségek aMegami Tenseiés aPersonaközött
Ellentétben a Megami Tensei és a Shin Megami Tensei játékokkal a Persona-ban nincsenek „démonidézők”. Helyettük középiskolás diákok a főszereplők. Mindegyikük meg tud idézni egy Personát ami a harcokban segíti.
A Persona volt az első Megami Tensei játék ami izometrikus nézetet használt.

### Snow Queen
A „Snow Queen Quest” fejezetet az amerikai kiadásból a játékból nem lehet elérni, de ennek adatai megtalálhatóak a lemezen. Ebben a fejezetben az iskolában felfedeznek egy különös maszkot. Amikor ezt megmutatják Ms. Smithnek akkor mesél a Hókirálynő (Snow Queen) legendájáról. Amikor Ms. Smith felveszi a maszkot a Hókirálynő átveszi teste felett az irányítást és az iskola egy fagyott kastéllyá változik. Ebben a fejezetben van néhány angol szó (TIME UP!, GAME OVER, LET'S TRY AGAIN) ami azt jelenti, hogy az Atlus elkezdte a fejezet lefordítását. A fejezetet Gameshark csalólemezzel lehet elindítani.

## Cselekmény

### Történet
A játék Lunarvalében játszódik. A St. Hermelin Középiskola tanulója a főszereplő. A játék elején a „Persona” nevű játékot játsszák, majd többen összeesnek. Miközben a földön heverve (az álmukban) találkoznak egy Philemon nevű férfival. Miután felébrednek már mindannyiuknak van Personája.
Guido Sardenia a SEBEC cég vezetője feltalál egy gépet amivel át lehet utazni párhuzamos világokba. Ez a gép kapcsolatban áll Mary Sonomurával, a főszereplő barátnőjével. Miközben meglátogatták őt a démonok megtámadták a várost.

### Szereplők
Összesen kilenc irányítható szereplő van a játékban. Őket nem lehet egy végigjátszás alatt mind irányítani. Yukit csak az észak-amerikai változatban lehet irányítani.
Az összes irányítható karakter a St. Hermelin Középiskola tanulója ami Lunarvale városában található (a japán kiadásban Mikage-chonak hívják a várost). A csapat tagjai: Mary egy beteg lány aki akkor szerzi vissza az egészségét amikor a démonok megszállják a várost; Mark az osztály bohóca; Nate egy gazdag fiú, szülei tulajdonában van a Trinity Group; Brad aki rávette a többi szereplőt, hogy „játsszák” a Persona játékot, Ellen, egy nagyon jó vívó; Alana egy népszerű lány; Chris akinek a fején egy heg van és Yuki aki egy banda vezére.

## Észak-amerikai kiadás
A játék észak-amerikai kiadásában több apróbb hibát is javítottak. A nevek meg lettek változtatva, a szereplők képei vagy át lettek színezve vagy teljesen újrarajzolták. A legnagyobb változtatás Masaóval történt. Átnevezték Markra, a sapkáját lecserélték és egy ázsiai fiúból egy afroamerikai lett belőle. A másik fontosabb változtatás a főszereplőn történt, akinek az arcát és a haját teljesen újrarajzolták. Nate és Ellen haja is sötétebb színekről szőkévé „változott”.
A Japánra tett utalások nagy részét törölték. A karakterek a város, de még a Personák nevét is megváltoztatták.
A játékon is könnyítettek. Kevesebb az ellenfél és több tapasztalati pontot kap a játékos harc után. A pénz yenről dollárra változott.

## PlayStation Portable remake
A Weekly Famitsu 2009. február 20-ai számában jelentette be az Atlus, hogy kiadja a Revelations: Persona feljavított változatát PlayStation Portablere Persona néven.
2009. február 24-én az Atlus bejelentette, hogy Észak-Amerikában is kiadják a játékot.
A játék kezelőfelületét újratervezték. A Revelations: Persona történetét és a Snow Queen-t is tartalmazza. A játék nehézségét kiegyensúlyozottabbá tették, több nehézségi szint közül is lehet választani. Az E3 2009-en bejelentették, hogy a japán verzióval szemben az amerikaiban teljesen szinkronizált átvezető jelenetek lesznek.

## Fogadtatás
| Publikáció                   | Pont             |              |
| ---------------------------- | ---------------- | ------------ |
| GameSpot                     | 7,3 5 (Portable) |              |
| IGN                          | 8,2 A (Portable) |              |
| Átfogó cikket közlő weboldal | Összpontszám     | Összpontszám |
| GameRankings                 | 81,61%           |              |

A kritikusoknak dicsérték a Persona kombinálást, a Contact Systemet (beszélgetés a démonokkal) és a történetet.
A kritikusoknak a kameranézetek váltogatása és a régi stílusú labirintusok nem tetszettek. A grafika sem volt a legjobbak között, de a legnagyobb negatívum a rossz fordítás és a szereplők megváltoztatása.
A PSP remakeből megjelenésének hetében több mint 79 000 darab fogyott Japánban. A Famicúból kiderült, hogy május végig több mint 122 962 darab kelt el Japánban.